# Cylisticus esterelanus
Cylisticus esterelanus is een pissebed uit de familie Cylisticidae. De wetenschappelijke naam van de soort is voor het eerst geldig gepubliceerd in 1917 door Verhoeff.